# クラヴサン曲集第1巻 (クープラン)
クラヴサン曲集第1巻 (仏: Pièces de clavecin ... premier livre)は、フランスの作曲家、フランソワ・クープランが1713年に作曲したクラヴサンのための作品集である。

## 楽曲構成
作品は5つのオルドル (組曲)、全72曲からなる。

### 第1オルドル ト短調
全18曲からなる。
1. アルマンド「尊厳なもの」
2. クーラント第1番
3. クーラント第2番
4. サラバンド「威厳のある女」
5. ガヴォット
6. ジグ「イギリスの貴婦人」
7. メヌエット
8. ロンド「森の妖精」
9. ロンド「蜜蜂」
10. ナネット
11. サラバンド「色々な気分」
12. 羊飼いの女
13. 修道女たち
14. ガヴォット「ブルボン家の女」
15. マノン
16. 魅力的な女
17. 花の傘、または優しいナネット
18. サン・ジェルマン・アン・レの楽しみ

### 第2オルドル ニ長調
全23曲からなる。
1. アルマンド「勤勉な女」
2. クーラント第1番
3. クーラント第2番
4. サラバンド「慎み深い女」
5. アントニーヌ
6. ガヴォット
7. メヌエット
8. カナリー
9. パスピエ
10. リゴードン
11. シャロレ風の女
12. ディアーヌ
13. ディアーヌへのファンファーレ
14. テレプシコール
15. フィレンツェ風
16. ガルニエ
17. バベ
18. 幸福な思い
19. ミミ
20. 熱心な女
21. へつらう女
22. 淫蕩な女
23. 蝶々

### 第3オルドル ハ短調
全13曲からなる。
1. アルマンド「陰気な女」
2. クーラント第1番
3. クーラント第2番
4. サラバンド「憂鬱な女」
5. ガヴォット
6. メヌエット
7. 巡礼の女たち
8. ローランタン家の人々
9. スペイン風
10. 嘆き
11. プロヴァンスの水夫たち
12. シャコンヌ「お気に入り」
13. いたずら女

### 第4オルドル ヘ長調
全4曲からなる。
1. 灰色の着物を着た人々の行進
2. バッカナール
3. ねこなで声
4. 目覚まし時計

### 第5オルドル イ長調
全14曲からなる。
1. アルマンド「ロジヴィエール」
2. クーラント第1番
3. クーラント第2番
4. サラバンド「危険な女」
5. ジグ
6. かわいい頭巾
7. おどけた女
8. 髪の油
9. 花の女神
10. 天使のような女
11. ヴィレールの奥方
12. ぶどう摘みの女たち
13. 装飾
14. 波